# McLean (Nebraska)
McLean es una villa ubicada en el condado de Pierce en el estado estadounidense de Nebraska. En el Censo de 2010 tenía una población de 36 habitantes y una densidad poblacional de 146,31 personas por km².

## Geografía
McLean se encuentra ubicada en las coordenadas 42°23′11″N 97°28′5″O / 42.38639, -97.46806. Según la Oficina del Censo de los Estados Unidos, McLean tiene una superficie total de 0.25 km², de la cual 0.25 km² corresponden a tierra firme y (0%) 0 km² es agua.

## Demografía
Según el censo de 2010, había 36 personas residiendo en McLean. La densidad de población era de 146,31 hab./km². De los 36 habitantes, McLean estaba compuesto por el 100% blancos, el 0% eran afroamericanos, el 0% eran amerindios, el 0% eran asiáticos, el 0% eran isleños del Pacífico, el 0% eran de otras razas y el 0% pertenecían a dos o más razas. Del total de la población el 0% eran hispanos o latinos de cualquier raza.